# Marta Jaskulska
Marta Jaskulska (Biskupiec, 25 maart 2000) is een Poolse baan- en wegwielrenster. In 2024 rijdt ze voor de wielerploeg Ceratizit-WNT.

## Carrière
Vanaf 2020 reed ze voor CCC-Liv, dat in 2021 verder ging onder de naam Liv Racing.
In 2017 en 2018 werd ze bij de junioren Pools kampioene op de weg en Europees kampioene in de tijdrit. Tijdens de Europese kampioenschappen wielrennen in 2018 behaalde ze een derde plaats op de tijdrit voor junior vrouwen. Tijdens de Wereldkampioenschappen baanwielrennen voor junioren in dat jaar werd ze tweede op de scratch en derde op het omnium.

## Palmares

### Baanwielrennen
| Jaar     | NK               | EK                                | WK               | Overige  |
| Junioren | Junioren         | Junioren                          | Junioren         | Junioren |
| -------- | ---------------- | --------------------------------- | ---------------- | -------- |
| 2018     |                  | afvalkoers · omnium · puntenkoers | scratch · omnium |          |
| Elite    |                  |                                   |                  |          |
| 2017     | scratch · omnium |                                   |                  |          |
| 2018     |                  |                                   |                  |          |
| 2019     | omnium           |                                   |                  |          |
| 2020     | afvalkoers       |                                   |                  |          |

### Weg

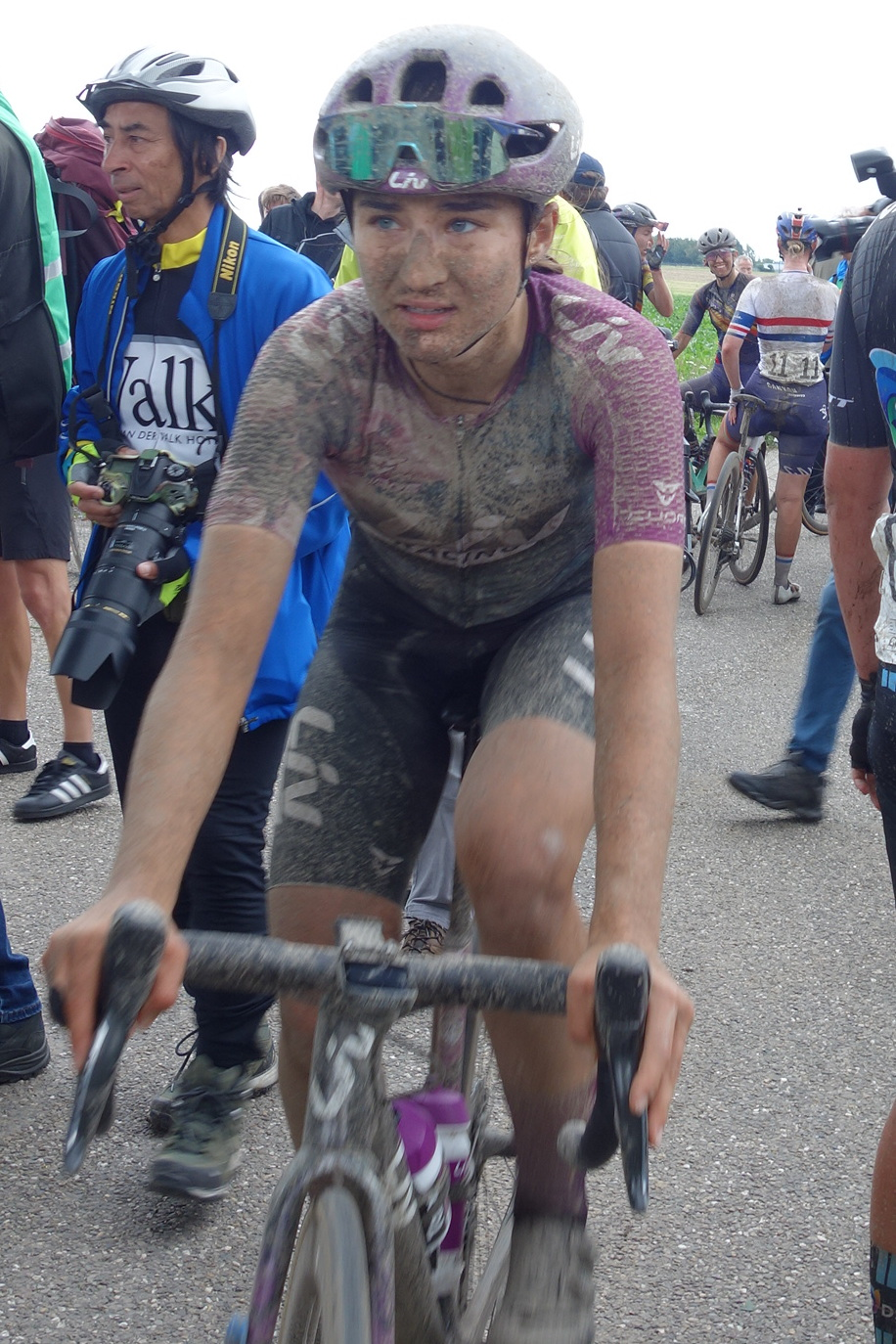
Jaskulska in de Simac Ladies Tour 2021.

2017
 Pools kampioene op de weg, junior
 Pools kampioene tijdrijden, junior
2018
 Pools kampioene op de weg, junior
 Pools kampioene tijdrijden, junior
 Europees kampioene tijdrijden, junior
2020
 Pools kampioenschap tijdrijden, elite
 Europees kampioenschap tijdrijden, belofte
Eindklassement Princess Anna Vasa Tour
1e etappe Princess Anna Vasa Tour
2021
 Pools kampioenschap tijdrijden, elite
2022
 Pools kampioenschap tijdrijden, elite
2023
 Pools kampioenschap tijdrijden, elite
2024
 Pools kampioene tijdrijden, elite

### Resultaten in voornaamste wedstrijden
| Jaar | Ronde van Italië | Ronde van Frankrijk | Ronde van Spanje |
| ---- | ---------------- | ------------------- | ---------------- |
| 2020 |                  |                     |                  |
| 2021 |                  |                     |                  |
| 2022 |                  |                     |                  |
| 2023 |                  |                     |                  |
| 2024 |                  |                     |                  |
| 2025 | 82e              |                     |                  |

| Jaar | Milaan-San Remo | Gent-Wevelgem | Ronde van Vlaanderen | Parijs-Roubaix | Amstel Gold Race | Luik-Bast.‑Luik | Waalse Pijl | Scheldeprijs | Brabantse Pijl |  | WK op de weg |
| ---- | --------------- | ------------- | -------------------- | -------------- | ---------------- | --------------- | ----------- | ------------ | -------------- |  | ------------ |
| 2020 |                 |               |                      |                |                  |                 |             |              | opgave         |  |              |
| 2021 |                 |               |                      |                |                  | 73e             | 82e         |              | 33e            |  | 68e          |
| 2022 |                 |               | 58e                  |                |                  | 73e             | 94e         | 11e          | 21e            |  | 60e          |
| 2023 |                 |               | 36e                  | 70e            | opgave           |                 |             | 87e          |                |  | opgave       |
| 2024 |                 |               | 84e                  |                |                  | 45e             |             |              | 56e            |  | opgave       |
| 2025 | 66e             | 47e           | 39e                  | opgave         | 44e              |                 |             |              |                |  |              |

## Ploegen
- 2020 -  CCC-Liv
- 2021 -  Liv Racing
- 2022 -  Liv Racing Xstra
- 2023 -  Liv Racing TeqFind
- 2024 –  CERATIZIT-WNT Pro Cycling
- 2025 –  CERATIZIT-WNT Pro Cycling

Bertizzolo · Demey · Van der Heijden · Jaskulska · Korevaar · Kuijpers · Lach · Markus · Moolman-Pasio · Nerlo · Paladin · Rooijakkers · Skalniak · Stultiens · Vos
Bertizzolo · Demey · Jackson · Jaskulska · Kopecky · Korevaar · Kuijpers · Paladin · Rooijakkers · Stultiens
Barbieri · Buurman · de Jong(vanaf 1/6) · Demey · van der Hulst · Jackson · Jaskulska · Korevaar · McGowan · Neumanová · Ragusa · Smulders · Stultiens · Ton
Andersson · Barbieri · Buurman · Demey · García · van der Hulst · Jaskulska · de Jong · Korevaar · McGowan · Neumanová · Ragusa · Smulders · Stultiens · Ton
Alonso · Archibald · Arzuffi · Asencio · Berton · Brauße · Eberle · A. Fidanza · M. Fidanza · Jaskulska · Kerbaol · Lach · Schweinberger · Teutenberg · De Zoete
Alonso · Brauße · Burlová · Van Dam · Eberle · Fiorin · Hartmann (vanaf 14/3) · Hashimi · Hengeveld · Jaskulska · Miermont · Le Mouel · De Zoete · Zsankó